# Luciano Scarabelli
Luciano Scarabelli (Piacenza, 22 marzo 1806 – Piacenza, 5 gennaio 1878) è stato uno scrittore, storico e politico italiano.
Professore all'Accademia di belle arti di Bologna, è ricordato per le sue edizioni di codici danteschi. Al suo nome è intitolata la Biblioteca comunale di Caltanissetta, alla quale donò in vita i propri libri per favorirne l'istituzione.

## Biografia

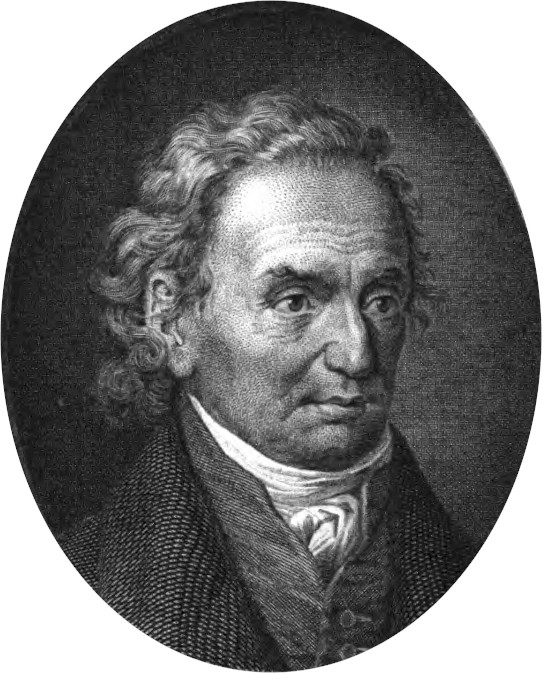
Pietro Giordani

Figlio terzogenito di Pietro e di Anna Maria Teresa Morandi, alla morte del padre nel 1823 dovette abbandonare gli studi per contribuire al bilancio familiare. Nel 1826 sposò Maria Maddalena De Magistris Pisone e nel 1828 ebbe il suo primo incarico di maestro elementare.
Nel frattempo conobbe Pietro Giordani, suo illustre concittadino, di cui divenne allievo e amico, coadiuvandolo nella pubblicazione di alcune opere, mentre, per un periodo di tredici anni, continuò a svolgere l'attività di insegnante, resa saltuaria dal suo spirito polemico. Nel 1846 si recò a Firenze, dove entrò in relazione con Gino Capponi e soprattutto con Giovan Pietro Vieusseux, per il quale collaborò all'Archivio storico italiano, dove curò l'edizione di vari documenti storici e redasse i Paralipomeni di storia piemontese dall'anno 1285 al 1617, che occupano l'intero tomo XIII del 1847. Nella prima parte del volume, intitolata nell'occhiello Di alcuni documenti raccolti dal marchese Felice Carrone di San Tommaso per servire alla storia degli Amedei VI, VII e VIII di Savoia. Dichiarazione di Luciano Scarabelli (pp. 9-333), fu pubblicata postuma un'opera che nel 1843 la marchesa Enrichetta Guasco di Bisio, madre del defunto Felice Carrone, aveva commissionato al Giordani e da questi era stata affidata allo Scarabelli. Nell'ottobre 1848 ottenne una cattedra di storia e geografia a Genova presso il Collegio nazionale. Alla morte del suo mentore, sopraggiunta il 2 settembre, ne scrisse la necrologia.
Segretario della commissione per l'Accademia di belle arti di Milano, nel 1861 fu eletto deputato dell'VIII legislatura del Regno d'Italia. Alla fine del suo mandato parlamentare si trasferì a Bologna, dove fu nominato professore di storia applicata all'Accademia di belle arti e nel 1872 fu incaricato dal ministro Cesare Correnti di condurre un'ispezione generale degli archivi comunali bolognesi, che portò poi all'istituzione dell'Archivio di Stato di Bologna.
Esperto filologo e studioso di Dante, in occasione del sesto centenario della nascita del poeta curò una magnifica edizione di soli 200 esemplari in-folio della Divina Commedia col commento di Jacopo della Lana; quindi nel 1870-1873 pubblicò l'edizione in 3 volumi del codice del poema dantesco, risalente alla seconda metà del XIV secolo, donato da papa Benedetto XIV con il motu proprio del 6 settembre 1754 alla Biblioteca dell'Istituto delle scienze di Bologna (il cosiddetto codice Lambertino, attuale cod. 589 della Biblioteca universitaria). Egli fu tra i primi ad applicare un rigoroso metodo ecdotico all'opera più importante della letteratura italiana, la Divina Commedia, ricercandone la vera lezione attraverso la collazione di un gran numero di testimoni.
Egli fu in contatto epistolare con i maggiori studiosi e cultori danteschi dell'epoca, tra i quali i tedeschi Karl Witte, Emil Ruth e Johann Karl Bähr, l'inglese Henry Clark Barlow, al quale fu legato da amicizia, e lo svizzero Giovanni Andrea Scartazzini.
Nel 1875, ormai stanco e malfermo di salute, tornò a Piacenza, dove scrisse le ultime opere e dove morì il 5 gennaio 1878. Nello stesso anno uscì postuma a Milano la sua revisione del Vocabolario universale della lingua italiana, il voluminoso lessico edito per la prima volta a Napoli dalla Società tipografica Tramater (1829-1840) e poi a Mantova dai fratelli Negretti (1845-1856).

### Donazioni di volumi alla biblioteca di Caltanissetta

Nota di spedizione di libri per la biblioteca di Caltanissetta in data 13 dicembre 1870

Nei primi mesi del 1862 l'avvocato bollenghese Domenico Marco, primo illuminato prefetto postunitario di Caltanissetta, convinto che l'istituzione di una biblioteca pubblica in una città capoluogo di provincia fosse un'esigenza improcrastinabile, lanciò un appello alla nazione, rivolgendosi a tutti gli ordini religiosi, enti pubblici, famiglie patrizie e professionisti, affinché donassero volumi per la costituenda Biblioteca comunale di Caltanissetta.
Luciano Scarabelli rispose all'appello, seguendo l'insegnamento del suo maestro Pietro Giordani, che lo aveva beneficato e plasmato come studioso donandogli i propri libri, a patto che egli, dopo averli letti e studiati, li avesse a sua volta donati a chi ne avesse avuto bisogno.
In questi ultimi anni, circa il 1862, lessi che Caltanissetta votato aveva di comporre ed aprire al pubblico una biblioteca, rivolgeva agli amorosi degli studii perché volessero, donando libri, aiutare l'attuazione di quello concetto. Io feci una còlta di quello che avevo innanzi e spedii.»
(Luciano Scarabelli, Per un fondamento di studii in una città di Sicilia, p. 3)
Nel periodo compreso tra il 1862 e il 1875 egli donò, con vari invii, oltre 2 500 volumi alla biblioteca nissena. Il 24 ottobre 1862, in attestato di benemerenza per la prima cospicua donazione di libri («dono di N. 5 colli de' più scelti libri nel numero di 500 volumi circa») per la erigenda biblioteca pubblica, gli venne offerta la cittadinanza onoraria di Caltanissetta con atto del Consiglio comunale presieduto dal sindaco Salvatore Scarlata. Il 18 dicembre 1863, dopo che con lettera del 22 novembre l'offerta fu accettata, con delibera della Giunta municipale presieduta dallo stesso sindaco gli venne conferita ufficialmente la cittadinanza.
La biblioteca civica di Caltanissetta fu intitolata a Luciano Scarabelli per decisione del Consiglio comunale del 12 maggio 1882, in segno ulteriore di riconoscenza postuma per le ripetute e pregevoli donazioni da lui fatte con spirito liberale e di grande generosità verso la comunità cittadina.
Tra i libri donati da Scarabelli a Caltanissetta vanno segnalati i testi, circa 300, già appartenuti al suo illustre maestro.
Le opere furono sistematicamente catalogate da Calogero Manasia, primo vero bibliotecario nisseno.

## Opere
Un elenco tendenzialmente completo degli scritti del biografato si trova in Vitellaro, Luciano Scarabelli. L'avventura di un intellettuale laico dell'Ottocento, pp. 223-233.
- Luciano Scarabelli, Giulio Alberoni e i Piacentini illustri, Lodi, Tipografia di C. Wilmant e figli, 1841.
- Luciano Scarabelli, Guida ai monumenti storici ed artistici della città di Piacenza, Lodi, Tipografia di C. Wilmant e figli, 1841.
- Luciano Scarabelli, Istoria civile dei ducati di Parma Piacenza e Guastalla, 2 voll. (vol. I; vol. II), Italia [i.e. Lugano], 1846-1858.[22]
- Luciano Scarabelli, Paralipomeni di storia piemontese dall'anno 1285 al 1617, in Archivio Storico Italiano, vol. 13, Firenze, G.P. Vieusseux direttore-editore, 1847, ISSN 0004-0339 (WC · ACNP).
- Scipione Ammirato, Istorie fiorentine ridotte all'originale e annotate, a cura di Luciano Scarabelli, 7 voll., Torino, cugini Pomba e comp. editori, 1853.[23]
- Luciano Scarabelli, Confronti critici estratti dalle lezioni per le illustrazioni figurative date all'Inferno dantesco dagli artisti Doré e Scaramuzza, Parma, Tipografia della Società fra gli operai-tipografi, 1870.
- Luciano Scarabelli, Le opere di misericordia corporali e spirituali esemplate alla societa civile, Milano, Libreria di educazione e d'istruzione di Paolo Carrara, 1874.[24]
- Luciano Scarabelli, Delle costituzioni, discipline e riforme dell'antico Studio bolognese. Memoria, Piacenza, Tipografia di A. Del Maino, 1876.

### Curatele dantesche
- Dante degli Allagherii, Comedia col commento di Jacopo di Giovanni dalla Lana bolognese, a cura di Luciano Scarabelli, Milano, dall'arte di Giuseppe Civelli cavaliere, nella cura di Carlo Moretti, 1865.
- Dante degli Allagherii, Comedia col commento di Jacopo della Lana bolognese, a cura di Luciano Scarabelli, 3 voll. (Inferno; Purgatorio; Paradiso), Nuovissima edizione sopra iterati studii, Bologna, Tipografia Regia, 1866.
- Dante Allighieri, Codice frammentario della Divina Comedia di pertinenza della Biblioteca dell'università di Bologna edito secondo la sua ortografia, a cura di Luciano Scarabelli, Bologna, Tipografia regia Merlani, 1869.
- Dante Alighieri, Esemplare della Divina Comedia donato da Papa (Benedetto XIV) Lambertini con tutti i suoi libri allo Studio di Bologna edito secondo la sua ortografia, illustrato dai confronti di altri XIX codici danteschi inediti e fornito di note critiche, a cura di Luciano Scarabelli, 3 voll. (Inferno; Purgatorio; Paradiso), Bologna, presso Gaetano Romagnoli, 1870-73.